# Calycomyza flavomaculata
Calycomyza flavomaculata är en tvåvingeart som beskrevs av Spencer 1960. Calycomyza flavomaculata ingår i släktet Calycomyza och familjen minerarflugor.
Artens utbredningsområde är Spanien. Inga underarter finns listade i Catalogue of Life.